# Grigny (Essonne)
Grigny è un comune francese di 27 026 abitanti situato nel dipartimento dell'Essonne nella regione dell'Île-de-France.

## Società

### Evoluzione demografica
Abitanti censiti